# Kalophrynus eok
Kalophrynus eok är en groddjursart som beskrevs av Das och Haas 2003. Kalophrynus eok ingår i släktet Kalophrynus och familjen Microhylidae. IUCN kategoriserar arten globalt som otillräckligt studerad. Inga underarter finns listade i Catalogue of Life.